# هیدتو دوی
هیدتو دوی (ژاپنی: 土井 秀徒؛ زادهٔ ۲۹ دسامبر ۱۹۹۲) یک بازیکن فوتبال اهل ژاپن است.
از باشگاه‌هایی که در آن بازی کرده‌است می‌توان به باشگاه فوتبال ایواته گرولا موریوکا اشاره کرد.